# Náray-Szabó Gábor
Náray-Szabó Gábor (Budapest, 1943. március 11. –) magyar kémikus, egyetemi tanár, a Magyar Tudományos Akadémia rendes tagja, 1996 és 1999 között főtitkár-helyettese. Az elméleti kémia és a szerkezeti biológia neves kutatója. 2006 és 2013 között az MTA Könyvtárának főigazgatója volt. Náray-Szabó István kémikus, egyetemi tanár fia.

## Családja
A római katolikus Vas vármegyei nemesi származású nárai Szabó család sarja. Apja dr. nárai Náray-Szabó István (1899–1972), vegyészmérnök, anyja dobói Dobay Dóra (1912–2005). Az apai nagyszülei dr. nárai Náray-Szabó László (1899–1972), az ügyvédi kamara örökös tiszteletbeli elnöke, magyar királyi kormány-főtanácsos, Vas vármegye törvényhatósági bizottságának az örökös tagja, a magyar országgyűlés felsőházának a tagja, a Dunántúli Vakok Egyesületének az elnöke, és nemes Némethy Blanka (1870–1957) voltak. Az anyai nagyszülei dobói Dobay Lajos (1862–1929), cs. és kir. huszárkapitány és Székács Karolin voltak. 1912. november 28-án I. Ferenc József magyar király megengedte a névváltoztatást nárai Szabó László a szombathelyi ügyvédi kamara helyettes elnöke számára; onnantól fogva a "Náray-Szabó" kettős vezetéknevet viselhette a "nárai" nemesi előnév megtartásával együtt. Dr. Náray-Szabó Lászlónak az apai nagybátyjai: nárai Szabó Imre (1823–1904), 1848-49-ben vezérkari őrnagy a hadügyminisztériumban, Csáktornya országgyűlési képviselője, a Zala megyei Honvédegylet tagja, földbirtokos, valamint nárai nárai Szabó Miklós (1821–1907), a Magyar Királyi Kúria elnöke, valóságos belső titkos tanácsos, földbirtokos.

## Életpályája
Náray-Szabó Gábor az egyetemi tanulmányait a Veszprémi Vegyipari Egyetemen kezdte 1961-ben, majd 1963-ban átkerült az Eötvös Loránd Tudományegyetem (ELTE) Természettudományi Karának vegyész szakára, ahol 1967-ben szerzett diplomát. Diplomájának megszerzése után a Chinoin gyógyszergyárban kezdett el dolgozni, majd 1968 és 1970 között a Budapesti Műszaki Egyetem Fizikai Intézetében volt aspiráns. 1971-ben és 1973-ban Göttingenben volt Humboldt-ösztöndíjjal vendégkutató.
1972-ben visszatért a Chinoinba, illetve a BME Fizikai Intézetébe, utóbbiba vendégkutatóként. 1977-ben az ELTE-n volt vendégkutató. Egy évre rá a Chinoin tudományos információs osztályának vezetőjévé nevezték ki, amely osztályt 1990-ig igazgatott. A rendszerváltás után a Bionavion Biokémiai Kutatás-Fejlesztési Kft. ügyvezető igazgatója volt 1991-ig. Ezután az ELTE Természettudományi Karának elméleti kémia laboratóriumába került, ahol 1992-ben kapott egyetemi tanári megbízást.
1981-ben választották a Magyar Kémikusok Egyesületének elnökségi tagjává és titkárává. 1983-ban az egyesület főtitkára, 1990-ben elnöke lett. Ezt a pozícióját 1997-ig töltötte be. Ezenkívül 1990 és 1994 között a Műszaki és Természettudományi Egyesületek Szövetsége (MTESZ) elnöke volt. 1994 és 1998 között az MTESZ elnökségének tagja volt, amelybe 2002-ben tért vissza.
1987 és 1990 között az Európai Kémikus Egyesületek Szövetsége (FECS; Federation of European Chemical Societies) főtitkára, 2002-től 2005-ig annak elnöke volt, valamint 1982 és 1999 között az Elméleti Szerveskémikusok Világszövetsége elnökségi tagjaként is dolgozott.
1973-ban védte meg a biológiai tudományok kandidátusi, 1983-ban a kémiai tudományok akadémiai doktori értekezését. A Fizikai-Kémiai és Szervetlen Kémiai Bizottság tagja lett. 1990-ben a Magyar Tudományos Akadémia levelező, 1998-ban rendes tagjává választotta. 1996 és 1999 között a tudományos köztestület főtitkár-helyetteseként dolgozott. 2006-ban kinevezték az MTA Könyvtára főigazgatójává. Emellett 1994-ben a párizsi Művészeti és Tudományos Akadémia, 2002-ben a Szent István Akadémia rendes tagjává is megválasztották.

### Közéleti pályafutása
2000-ben az Oktatási Minisztérium főosztályvezetőjévé nevezték ki, majd 2001 és 2002 között a minisztérium nemzetközi kapcsolatokért felelős helyettes államtitkáraként dolgozott.
Az 1995-ben alakult konzervatív Professzorok Batthyány Körének tagja, majd 2003 és 2009 között e Kör elnöke volt.
2005-ben az Orbán Viktor által létrehozott Nemzeti Konzultációs Testület tagja volt annak feloszlásáig. Az Országgyűlés által 2008. október 10-én létrehozott Nemzeti Fenntartható Fejlődési Tanács tagja lett.

## Munkássága
Kutatási területe: elméleti kémia, számítógépes molekulatervezés, szerkezeti biológia és az elektrosztatikus enzimkatalízis elmélete (amelynek egyik kidolgozója volt).
Náray-Szabó új módszert fejlesztett ki igen nagy molekulák elektrosztatikus potenciáltérképének kiszámítására. Ezt széles körben alkalmazta többek között kémiai, illetve enzimreakciók, a krisztallográfia területén a kristálycsomagolás, valamint a hidratáció jelenségeinek vizsgálatára.
Egyik kidolgozója volt az úgynevezett Fragment Self Consistent Field-módszernek, amelyet az enzimreakciók és a kristályhibák leírására alkalmazott. Az általa kidolgozott elektrosztatikus enzimkatalízis elméletét az enzimekben és kristályos felületeken lejátszódó reakciók értelmezésére alkalmazta. Új típusú matematikai képletet javasolt különböző molekulák kvantitatív (mennyiségi) összehasonlítására.
Munkatársaival megalapította Magyarország első fehérje-krisztallográfiai laboratóriumát, amelyben számos fehérje térszerkezetét határozták meg.

## Díjai, elismerései
- MTESZ díj (1990)
- Universitatea de Vest Timisoara (Temesvár) tiszteletbeli doktora (1996)
- Than Károly Emlékérem, Magyar Kémikusok Egyesülete (1997)
- BIOSCIENCE díj az év legjobb magyar molekuláris biológiai közleményéért (1998)
- Ipolyi Arnold tudományfejlesztési díj (1998)
- Máltai Lovagrend ezüstérme (1999)
- Pro Universitate et Scientia, Magyar Professzorok Világtanácsa (2003)
- MTESZ gyémántjubileumi érme (2008)
- A Magyar Érdemrend középkeresztje (2012)
- Újbuda díszpolgára (2016)[8]

## Főbb publikációi
- Alkalmazott kvantumkémia; Műszaki, Bp., 1979
- Electrostatic Isopotential Maps for Large Biomolecules, Int. J. Quant. Chem. 16, 265-272 (1979)
- Applied Quantum Chemistry (társszerzők: Surján P.G., Ángyán, J.G.) (1987)
- How Do Serine Proteases Really Work? (társszerzők: A. Warshel, F. Sussman, J.K. Hwang) Biochemistry 28, 3629–3637 (1989)
- A molekulák harmóniája : akadémiai székfoglaló : 1990. november 13., Akad. Kiad. (1992)
- Keserű György Miklós–Náray-Szabó Gábor: Molekulamechanika; Akadémiai, Bp., 1995
- Molecular Electrostatics (társszerző: Ferenczy G.G.) Chem. Rev. 95, 829-847 (1995)
- Role of Electrostatics at the Catalytic Metal Binding Site in Xylose Isomerase Action: Ca2+ Inhibition and Metal Competence in the Double Mutant D254E/D256E (társszerzők: Fuxreiter M., Böcskei Z., Szeibert A., Szabó E., Dallmann G., Asbóth B.) Proteins: Struct. Funct. Gen. 28, 183-193 (1997)
- Elektrosztatikus katalízis, Székfoglaló előadások a Magyar Tudományos Akadémián, Bp., 2000
- Fenntartható a fejlődés? (2003)
- Kémia (főszerkesztő) (2006)
- Én itthon vagyok otthon... Náray-Szabó Gáborral beszélget Mezei Károly; Kairosz, Bp., 2007 (Magyarnak lenni)
- Elfuserált rendszerváltás; Kairosz, Bp., 2015
- Újra néven nevezzük. Erények a közéletben? Az idők jelei; szerkbiz. Náray-Szabó Gábor, Osztie Zoltán, Tordáné Petneházy Judit; Stratcomm Kft., Bp., 2018
- Szentimreváros. Kishaza a Feneketlen-tónál; Kairosz, Bp., 2019 (Féltett kishazák)
- Nézőpont. Jegyzetek a Mária Rádióban; Kairosz, Budapest, 2021
- Evolúció és konzervativizmus. Kommentár, 2006. 5. sz. 34-42. (Műhely)
- Evolúció és fenntarthatóság
- I. Európai Kémiai Kongresszus (2006. augusztus 27–31.), Természet Világa, 2007. május